# وادي سعيدة (إب)

تعديل مصدري - تعديل

وادي سعيدة محلة تابعة لقرية سائله العين، التابعة لعزلة بني مدسم بمديرية إب إحدى مديريات محافظة إب في الجمهورية اليمنية.، بلغ تعداد سكانها 52 حسب تعداد اليمن لعام 2004.